# Miodera stigmata
Miodera stigmata är en fjärilsart som beskrevs av Smith 1908. Miodera stigmata ingår i släktet Miodera och familjen nattflyn. Inga underarter finns listade i Catalogue of Life.